# 鞍臀龍屬
鞍臀龍屬（學名：Sellacoxa）是禽龍類恐龍的一屬，生存於白堊紀早期的英格蘭。 
在1873年5月，John Hopkinson在英格蘭東薩塞克斯郡的海斯廷斯發現一些禽龍類化石，屬於瓦德赫斯特黏土組（Wadhurst Clay Formation）下層，地質年代約1億4000萬年前，相當於凡藍今階。正模標本（編號BMNH R 3788）是幾乎完整的右腸骨、恥骨、坐骨，以及13節關節連接的後段背椎、薦椎。
在2010年，大衛·諾曼（David B. Norman）提出這些化石是重骨龍（Barilium）的一個個體。同年稍晚，肯尼思·卡彭特（Kenneth Carpenter）等人將這些化石進行敘述、命名，模式種是保氏鞍臀龍（S. pauli）。屬名意為「馬鞍臀部」，意指其馬鞍狀的腸骨；種名則是以古生物學家葛瑞格利·保羅為名，他曾證實歐洲禽龍類有高度多樣性，比過去理論所認定的還多樣化。